# 王氏祠堂 (淄博)
王氏祠堂，位于山东省淄博市桓台县新城镇新利村，是中华人民共和国山东省文物保护单位之一。
1992年6月12日，授予山东省文物保护单位，是一座古建筑及历史纪念建筑。